# 一宮市民会館
一宮市民会館（いちのみやしみんかいかん）は、愛知県一宮市にある文化施設。2025年から2026年まで長期休館予定。

## 施設概要

### 利用案内
- 開館時間 - 午前9時〜午後9時30分[1]
- 休館日 - 毎月第1・第3火曜日と年末年始（12月29日〜1月3日）[1]

### 大ホール
- 客席 1,588席[2]
  - 1階 1,080席（内オーケストラピット108席）
  - 2階 508席
- 舞台（間口18m、奥行15m、高さ8.5m）[2]
- 楽屋9室[2]
- 浴室2室[2]

### 会議室
- 大会議室（150名、231.8m²）[3]
- 中会議室（第1・第4会議室、32名、76.2m²）[4]
- 小会議室（第2・第3会議室、12名、31.5m²）[4]

### その他
- 主催者控室（7名、28.1m²）[5]

## 交通アクセス

### 公共交通機関
名鉄名古屋本線「名鉄一宮駅」あるいは、JR東海東海道本線「尾張一宮駅」からバスを利用。
- 名鉄バス名鉄一宮駅バスターミナル4番乗り場で「江南駅」行きまたは「江南団地」行きに乗車し、「両郷町口」下車、南へ約8分[6]。

- i-バス一宮総合駅西口i-バス乗り場左回りに乗車し、「市民会館」下車、東へ約2分[6]。

### 自動車
- 駐車場 411台[7]

## 周辺
- 太平島公園
- 国道22号
- 名岐バイパス
- テラスウォーク一宮